# June Diane Raphael
June Diane Raphael (Rockville Centre, 4 de janeiro de 1980) é uma atriz, comediante e roteirista norte-americana. Seus trabalhos notáveis incluem papéis em séries de comédia como Grace and Frankie, e no cinema, como em Year One, Unfinished Business, e Ass Backwards, que também contribuiu com o roteiro deste último.

## Biografia
Diane nasceu em Rockville Centre, em Nova Iorque, onde se formou na South Side High School em 1998. Ela é católica de descendência irlandesa.

## Carreira
Sua carreira teve início quando ingressou no grupo de comédia Upright Citizens Brigade Theatre (UCB) em Nova York e mais tarde em Los Angeles. O esquete Rode Hard and Put Away Wet foi escrito e apresentado ao lado de Casey Wilson;. A parceria entre as duas atrizes desde então se ramificou em uma carreira ativa de escrita no cinema e na televisão; eles coescreveram seu primeiro roteiro para a comédia na qual também apareceram em papéis coadjuvantes.
Como atriz de cinema e televisão, Diane fez aparições em programas como Party Down, Happy Endings, New Girl e Lady Dynamite e em filmes como Long Shot e Blockers. Em 2010, a atriz coestrelou na série de comédia Players da Spike TV. Ela também estreou o elenco principal da websérie Burning Love ao lado de Ken Marino e Michael Ian Black.
Diane colaborou com Casey Wilson em roteiros de cinema e televisão. As duas haviam escrito e estrelado juntas os filmes de comédia Bride Wars em 2009 e Ass Backwards, em 2013.
A dupla criou o show cômico The Realest Real Housewives, no qual estrelaram ao lado de Jessica St. Clair, Melissa Rauch, Danielle Schneider e Morgan Walsh. O show começou a ser exibido todo mês no Los Angeles Upright Citizens Brigade Theatre em 2011. Diane também contribuiu com contos para o livro de 2010 Worst Laid Plans, baseado no show de longa duração.
Atualmente, ela apresenta junto com seu marido, Paul Scheer, o podcast How Did This Get Made?.
Em 2015, Diane se juntou ao elenco principal da série de comédia da Netflix Grace and Frankie.

## Vida pessoal
Raphael é casada com o ator e comediante Paul Scheer. Eles se conheceram em janeiro de 2004 no Upright Citizens Brigade Theatre. Os dois casaram-se em 2009. Eles têm dois filhos, nascidos em 2014 e 2016.

## Filmografia

### Filme
| Ano  | Título                        | Papel             | Notas                                |
| ---- | ----------------------------- | ----------------- | ------------------------------------ |
| 2006 | The Wedding Weekend           | Tammy do Ted      |                                      |
| 2006 | Caffeine: A Love Story        | Junho             | Curta-metragem                       |
| 2007 | Zodiac                        | Sra. Carol Toschi |                                      |
| 2008 | Forgetting Sarah Marshall     | Ann no Bar        |                                      |
| 2009 | Bride Wars                    | Amanda            | Também escritor                      |
| 2009 | Year One                      | Maia              |                                      |
| 2010 | The Dry Land                  | Susie             |                                      |
| 2010 | Cried Suicide                 | Jéssica           | Curta-metragem                       |
| 2010 | Indo até o fim                | Karen             |                                      |
| 2010 | Weakness                      | Isabel            |                                      |
| 2012 | Despedida de solteira         | Stripper Legal    |                                      |
| 2012 | Girl Most Likely              | Dara              |                                      |
| 2013 | Bunda para trás               | Kate Fenner       | Também escritor e produtor executivo |
| 2013 | Anchorman 2: A Lenda Continua | Chefe de Chani    |                                      |
| 2015 | Negócios inacabados           | Susan Truckman    |                                      |
| 2015 | Bad Night                     | Sra. Goldstein    |                                      |
| 2017 | Dia da Namorada               | Karen Lamb        |                                      |
| 2017 | O Artista do Desastre         | Robyn Paris       |                                      |
| 2018 | Blockers                      | Brenda            |                                      |
| 2019 | Long Shot                     | Maggie Millikin   |                                      |
| 2020 | The High Note                 | Gail              |                                      |
| 2021 | Yes Day                       | Aurora Peterson   | Não creditado                        |
| 2021 | 8-Bit Christmas               | Kathy Doyle       |                                      |
| 2022 | Cheaper by the Dozen          | Ana Vaughn        |                                      |
| 2023 | Scrambled                     | Monroe            |                                      |
| 2025 | Weapons                       | Donna Morgan      |                                      |
| 2025 | Freakier Friday               | Veronica          |                                      |

### Televisão
| Ano          | Título                                   | Papel                     |
| ------------ | ---------------------------------------- | ------------------------- |
| 2002         | Ed                                       | Estudante                 |
| 2007         | Derek and Simon: The Show                | June                      |
| 2007         | Flight of the Conchords                  | Felicia                   |
| 2007         | The Very Funny Show                      | Cast Member               |
| 2007–2008    | Human Giant                              | Various                   |
| 2009         | In the Motherhood                        | Liz                       |
| 2010         | Party Down                               | Danielle Lugozshe         |
| 2010         | Players                                  | Barb Tolan                |
| 2010         | Big Lake                                 | Miss Hauser               |
| 2010–2011    | Funny or Die Presents                    | Various Characters        |
| 2011         | Happy Endings                            | Melinda Shershow          |
| 2011         | Free Agents                              | Julie                     |
| 2011–2013    | NTSF:SD:SUV::                            | Piper Ferguson            |
| 2011–present | American Dad!                            | Suze                      |
| 2012         | Animal Practice                          | Dr. Jill Leiter           |
| 2012         | Electric City                            | Eva Jacobs                |
| 2012–2013    | Burning Love                             | Julie Gristlewhite        |
| 2012–2013    | Whitney                                  | Chloe                     |
| 2012–2018    | New Girl                                 | Sadie                     |
| 2013         | Drunk History                            | Isabella Stewart Gardner  |
| 2013         | Kroll Show                               | Dina Bludd                |
| 2013         | Inside Amy Schumer                       | Mandy                     |
| 2013         | Parks and Recreation                     | Tynnyfer                  |
| 2014         | The Greatest Event in Television History | Emily Scott               |
| 2014         | The Mason Twins                          | Pender Mason              |
| 2014         | BoJack Horseman                          | Various voices            |
| 2014         | The Birthday Boys                        | Barbara O'Shaughnessy     |
| 2014–2015    | The League                               | Pam                       |
| 2015         | Marry Me                                 | Molly                     |
| 2015         | The Hotwives of Las Vegas                | Jandice                   |
| 2015–2022    | Grace and Frankie                        | Brianna Hanson            |
| 2016         | The Muppets                              | Lucy Royce                |
| 2016         | Lady Dynamite                            | Karen Grisham             |
| 2016         | Another Period                           | Eleanor Roosevelt         |
| 2016         | The Amazing Gayl Pile                    | Mindy Walker-Fantino      |
| 2017         | Veep                                     | Helen Wright              |
| 2017         | Bajillion Dollar Propertie$              | Sabra                     |
| 2017         | Playing House                            | Vanessa                   |
| 2017         | Curb Your Enthusiasm                     | Bebe                      |
| 2017–2025    | Big Mouth                                | Devin LeSeven (voz)       |
| 2018         | Little Big Awesome                       | Sheena (voz)              |
| 2019         | Fresh Off the Boat                       | Guru Sheela               |
| 2019         | Splitting Up Together                    | Tamryn Thomas Vandeloo    |
| 2019         | I'm Sorry                                | Jill                      |
| 2020–2021    | Black Monday                             | Corky Harris              |
| 2021         | The Goldbergs                            | Pamela                    |
| 2021         | Nine Perfect Strangers                   | Erin (voz)                |
| 2021         | Star Trek: Lower Decks                   | Rainha Paolana (voz)      |
| 2022         | Home Economics                           | Lauren                    |
| 2022         | Everything's Trash                       | Jax                       |
| 2022         | Little Demon                             | Amanda (voz)              |
| 2023         | Moon Girl and Devil Dinosaur             | Marcy Muzzler (voz)       |
| 2023–2024    | Based on a True Story                    | Romy Lipinski             |
| 2023         | The Morning Show                         | Eagle News Anchor         |
| 2023         | The Loud House                           | Bella "Big" Bucks (voz)   |
| 2023         | Frasier                                  | June Patrick              |
| 2023–2025    | Abbott Elementary                        | Elizabeth Washington      |
| 2024         | Krapopolis                               | Esposa de Eurynomos (voz) |
| 2025         | RuPaul's Drag Race                       | Ela mesma                 |
| 2026         | Elle                                     | Eva Woods                 |